# Imažinismus

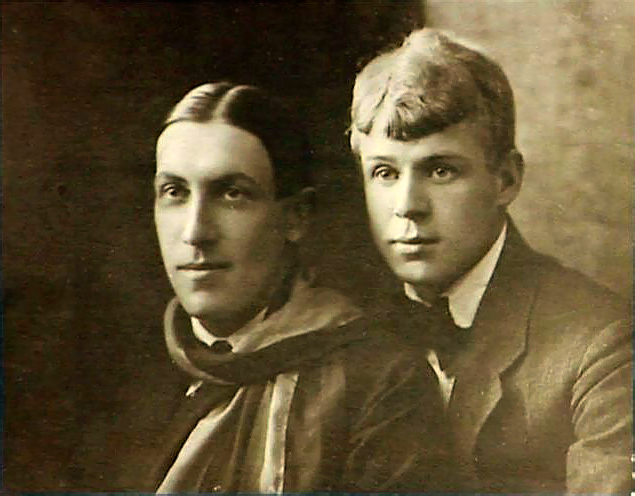
Imažinisté Marijengof (vlevo) a Jesenin v roce 1919

Imažinismus, rusky имажинизм, byl literární směr v ruské literatuře v období 1918–1927. Název je odvozen z francouzského slova image – obraz, metafora. Členové hnutí prosazovali přednost básnického obrazu před smyslem básně. Byli patrně ovlivněni imagismem v anglické poezii, který reagoval na poezii viktoriánského období.
Básně byly psány většinou volným veršem a často vyjadřovaly osobní pocity a bohémská témata. Členy skupiny byli básníci Nikolaj Robertovič Erdman, Ilja Jegorovič Gruzinov, Rjurik Ivnev, Sergej Alexandrovič Jesenin, Alexander Kusikov, Anatolij Borisovič Marijengof, Matvej Davidovič Rojzman, Vadim Gabrielovič Šeršeněvič a výtvarníci Georgij Bogdanovič Jakulov a Boris Robertovič Erdman.
Vydali několik sborníků, například:
- Tavírna slov (Плавильня слов, 1920)